# Hamnkobben, Houtskär
Hamnkobben är en ö i Finland. Den ligger i Skärgårdshavet och i kommunen Pargas i den ekonomiska regionen  Åboland i landskapet Egentliga Finland, i den sydvästra delen av landet. Ön ligger omkring 72 kilometer sydväst om Åbo och omkring 210 kilometer väster om Helsingfors.
Öns area är 2 hektar och dess största längd är 230 meter i nord-sydlig riktning. Närmaste större samhälle är Houtskär, 17,2 km nordost om Hamnkobben.